# الفوج الخالد

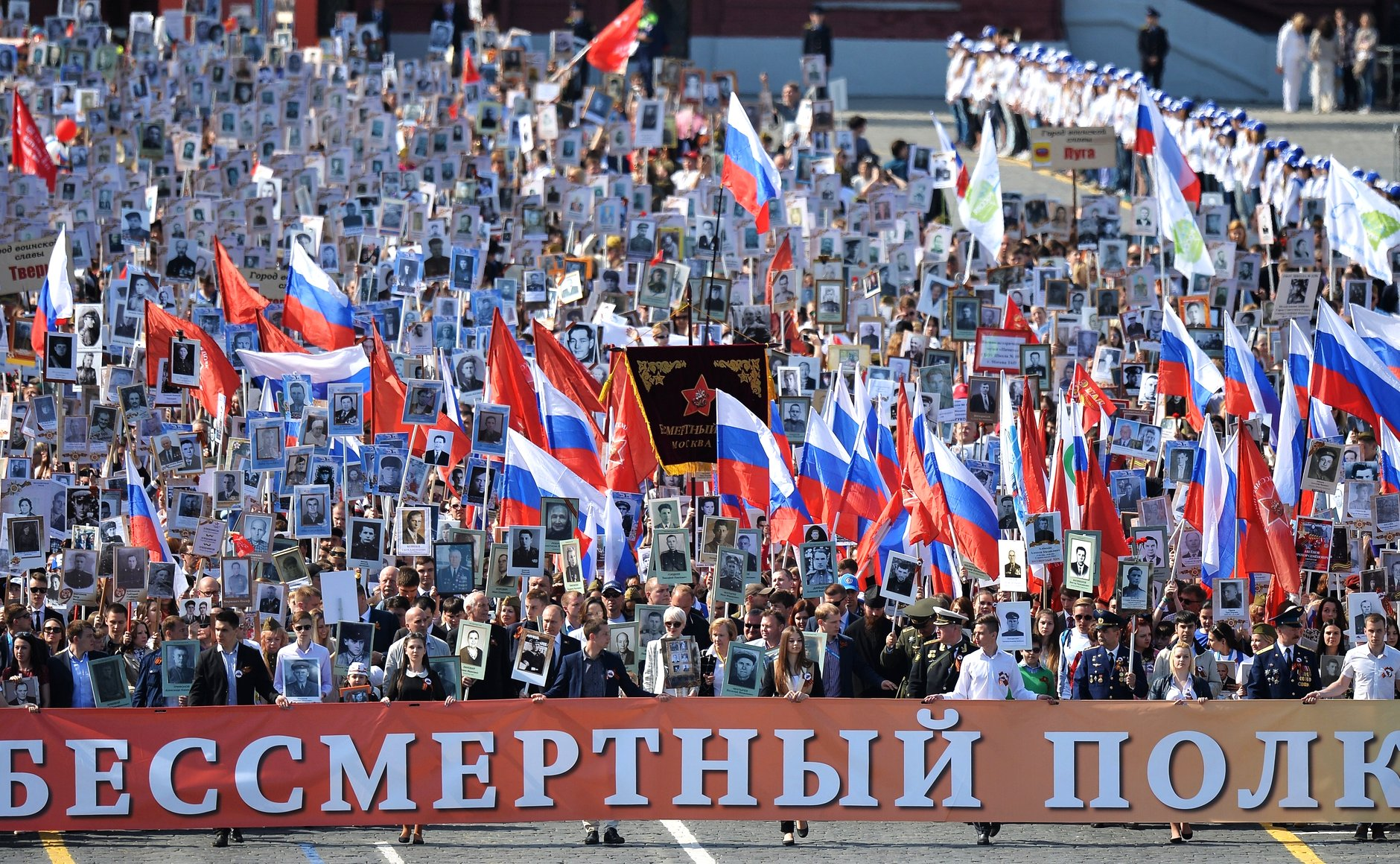
مسيرة الفوج الخالد في موسكو في 9 مايو 2015، وشارك فيها الرئيس فلاديمير بوتين

الفوج الخالد (بالروسية: Бессмертный полк) هو اسم مسيرة تقام سنويًّا في عيد النصر على النازية في روسيا وعدد من البلدان الأخرى. يتجمع المشاركون في مسيرة للذكرى ويحملون صور أفراد عائلاتهم الذين شاركوا في الحرب الوطنية العظمى، وهو الاسم الذي يطلق على معارك الجبهة الشرقية في الحرب العالمية الثانية.
كان في الاتحاد السوفيتي ومنذ 1965، مناسبة مشابهة يسير فيها الطلبة في مدينة نوفاسيبريسك حاملين صور أفراد عائلتهم الذين شاركوا في الحرب الوطنية العظمى. يعود تاريخ المسيرة في شكلها الحالي إلى العام 2007 حيث نُظمت أول مرة في مدينة تيومين الواقعة في غرب سيبيريا، وانضمت إليها مدن أخرى في السنوات اللاحقة، ويحمل الحدث اسمه الحالي «الفوج الخالد» منذ 2012 حيث أقيمت المسيرة في مدينة تومسك. وفي 2013، أقيمت المسيرة في 30 مدينة.

## مشاركون مرموقون

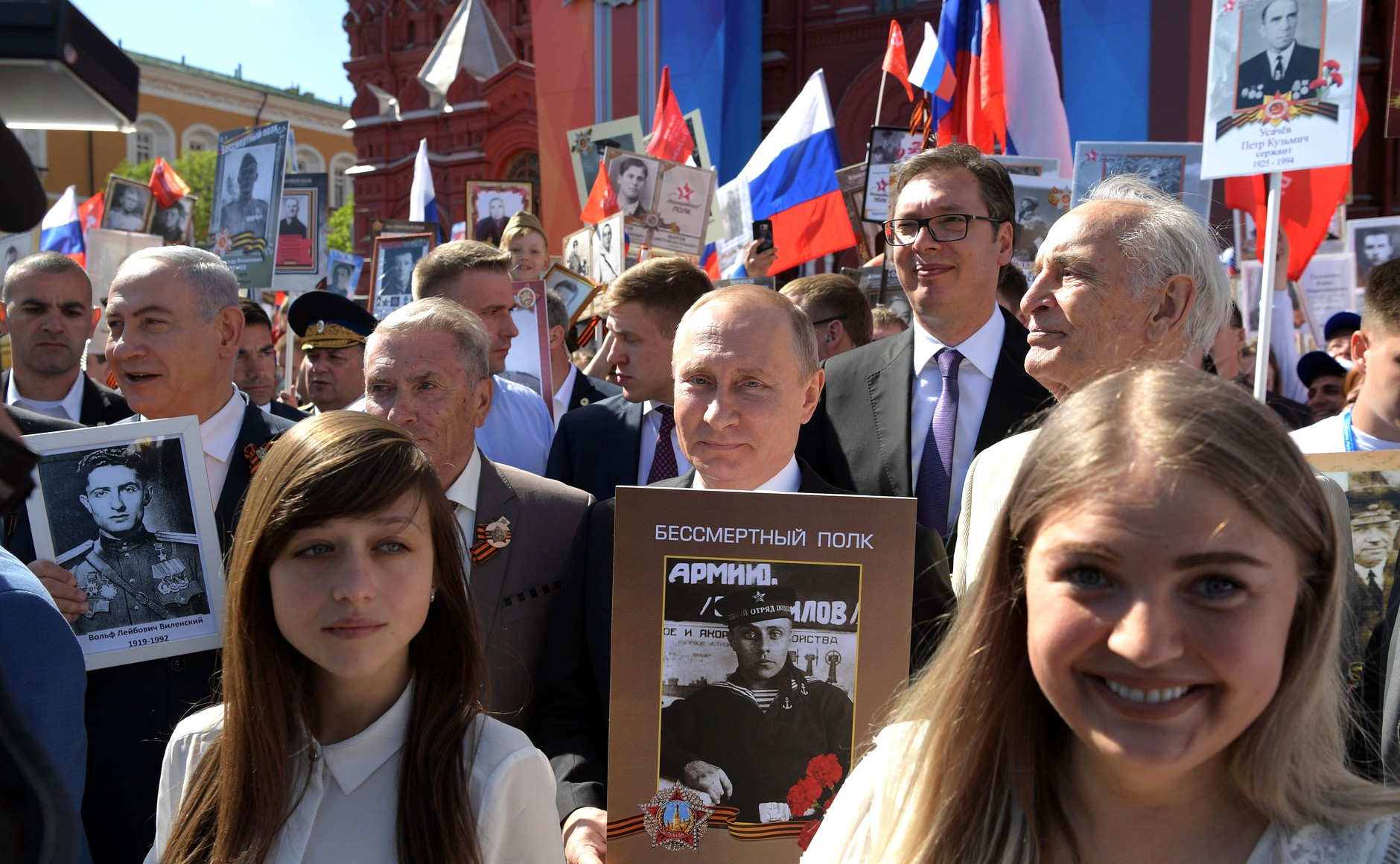
Vladimir Putin, Benjamin Netanyahu and Aleksandar Vučić at the Immortal Regiment in 2018.

- فلاديمير بوتين، رئيس روسيا (عادة حاملا لصورة أبيه فلاديمير سبيريدونوفيتش بوتين)
- ألكسندر فوتشيتش, رئيس صربيا (carrying a portrait of Anđelko Vučić, his grandfather)
- بنيامين نتنياهو، رئيس وزراء إسرائيل (carrying a portrait of بطل الاتحاد السوفيتي Wolf Vilenski, who died in إسرائيل in 1992)[2]
- سورونباي جينبيكوف، رئيس قيرغيزستان (carrying a portrait of his grandfather Jeenbek Pirnazarov)[3]
- ألمازبيك أتامباييف, ex-President of Kyrgyzstan (carrying a portrait of his father Sharshen Atambayev)[4]
- أرمين سركيسيان، قائمة رؤساء أرمينيا (carrying a portrait of his personal friend and Soviet intelligence officer Gevork Vartanian)[5]
- إيغور دودون (carrying a portrait of his grandfather George Dodon and his namesake Alexander Dodon)[6]
- سفيتلانا توما, Moldovan actress who debuted at the Moldova-Film.[7]

## استشهادات
1. ↑  "الرئيس بوتين يشارك في مسيرة "الفوج الخالد" في موسكو". آر تي. 9 مايو 2018. مؤرشف من الأصل في 2019-12-12. اطلع عليه بتاريخ 2019-05-02.
2. ↑  правды»، Дмитрий СМИРНОВ | Сайт «Комсомольской (9 مايو 2018). "Путин вывел Вучича и Нетаньяху на "Бессмертный полк"". KP.RU - сайт «Комсомольской правды». مؤرشف من الأصل في 2020-06-06.{{استشهاد ويب}}:  صيانة الاستشهاد: أسماء عددية: قائمة المؤلفين (link) صيانة الاستشهاد: أسماء متعددة: قائمة المؤلفين (link)
3. ↑  "Жээнбеков прошел с портретом деда в рядах "Бессмертного полка" в Бишкеке". rus.azattyk.org. مؤرشف من الأصل في 2020-11-24.
4. ↑  КУДРЯВЦЕВА، Татьяна (9 مايو 2019). "Экс-президент Алмазбек Атамбаев впервые принял участие в "Бессмертном полку"". 24.kg. مؤرشف من الأصل في 2020-06-06.
5. ↑  "Президент Армении принял участие в акции "Бессмертный полк" в Ереване". EADaily. مؤرشف من الأصل في 2020-06-06.
6. ↑  "Глава Молдавии принимает участие в онлайн-акции "Бессмертный полк"". ТАСС. مؤرشف من الأصل في 2020-06-06.
7. ↑  "Svetlana Toma and Irina Lachina took part in the "Immortal Regiment" activism" (بالروسية). 10 May 2015. Archived from the original on 2021-05-24.

## وصلات خارجية
- موقع الوب الرسمي للمسيرة